# Phorbas uncifer
Phorbas uncifer är en svampdjursart som först beskrevs av Arthur Dendy 1896.  Phorbas uncifer ingår i släktet Phorbas och familjen Hymedesmiidae. Inga underarter finns listade i Catalogue of Life.